# 入川
入川（いりかわ）は、埼玉県秩父市旧大滝村地区を流れる河川。荒川源流部の別称である。

## 地理
埼玉県秩父市大滝と長野県・山梨県の県境に位置する甲武信ヶ岳とその周辺に源を持つ真の沢（しんのさわ、真ノ沢とも）などの沢が集まり入川となり、下流の滝川との合流点まで続く。
荒川の源流となる上流部は、明確な登山道はなくアクセスは困難である。下流の滝川との合流点付近には、2つのキャンプ場と釣り堀がある。また、入川に平行して東京大学演習林軌道（入川線）の線路跡が残っている。

## 支流
- 三宝沢 - 真の沢（入川の股の沢より上流側の名前）の支流
- 木賊沢 - 真の沢の支流
- 武信白岩沢 - 真の沢の支流
- 股の沢
- 松葉沢 - 合流点付近に柳小屋がある。
- 金山沢
- 中小屋沢
- 赤沢 - 合流点（赤沢出会）に荒川起点碑がある[2]。
- 小赤沢
- 矢竹沢

## 橋梁
- 八間橋[3]
- 入川橋 - 国道140号